# Baskak

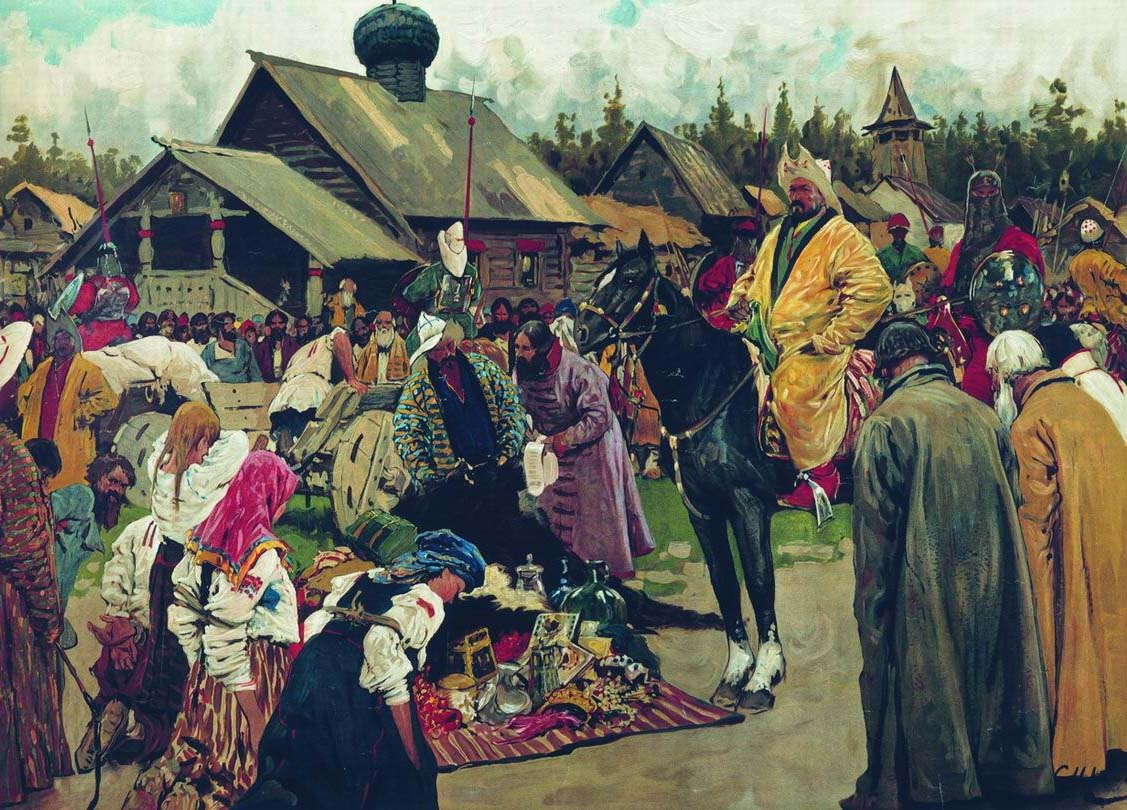
Baskaki (S.V. Ivanov, 1909. Museum voor de geschiedenis van de stad Moskou)

Een baskak (Turks: basqaq, Mongools: daroegatsji, van daroega, oorspronkelijke betekenis waarschijnlijk "zegelhouder, ambtenaar die documenten verzegelt") was een vertegenwoordiger van het bestuur van het Mongoolse Rijk in de veroverde landen. 
In Rusland waren de baskaken sinds de tweede helft van de 13e eeuw permanente vertegenwoordigers van het Mongoolse bestuur. De activiteiten van de baskaken waren bedoeld om betalingen aan de schatkist van de opperste heerser te garanderen. De baskaken bemoeiden zich actief met de interne aangelegenheden van het betrokken gebied.

## Baskatsjestvo in Rusland
De baskaken waren de eerste permanente vertegenwoordigers van de Mongoolse macht in Rusland. Kronieken en historisch materiaal vermelden hun activiteiten op het grondgebied van de Russische vorstendommen vanaf de tweede helft van de 13e eeuw. Het eerste bewijs uit Russische bronnen over de baskaken in het land van de Roes is het verhaal van de Ipatjevkroniek uit 1255. Het laatste bewijs is de tekst van het einde van grootvorst Dmitri Ivanovitsj Donskoj met de Rjazanse vorst Oleg Ivanovitsj in 1381.
De activiteiten van de baskaken in Rusland hielden verband met het innen van tribuut. De baskaken zelf waren echter niet direct betrokken bij het innen daarvan. Voor dit doel waren er andere categorieën beambten en belastinginners. Hun activiteiten werden gecontroleerd door de grootvorst. Toen de grootvorsten de situatie in het noordoosten van Rusland niet meer volledig onder controle konden krijgen en de reguliere betalingen aan de schatkist van de kan in gevaar kwamen, verschenen de baskaken in deze regio. Ze kregen de taak om een ononderbroken aanbod van tribuut te garanderen. De positie van de baskak was hoog: er waren geen tussenpersonen tussen de kan en de baskak, en de baskak handelde rechtstreeks met de vorsten en was in feite zoiets als een toezichthoudend orgaan.
In het noordoosten van Rusland verschenen de baskaken in het derde kwart van de 13e eeuw en verdwenen in de eerste helft van de 14e eeuw. Aan de rand van Russische landen verschenen de baskaken eerder en verdwenen later dan in het noordoosten. Aan de rand van Rusland verschenen ze kort na de Mongoolse verovering, zoals ook het geval was in Centraal-Azië. Over het algemeen verdwenen op het grondgebied van Rusland de baskaken in de tweede helft van de 14e eeuw.
De term "baskak" werd niet gebruikt in de jarligs van de kans der Gouden Horde (het enige geval was de jarlig van Mengu Timur uit 1267). Ismail Sreznjevski zegt, verwijzend naar Johannes van Pian del Carpine, dat de Mongoolse hoofdmannen in de veroverde landen "baskaken" werden genoemd.
In Rusland werd het baskakendom tussen 1250 en 1260 gevormd. Voor elk vorstendom werd een aparte baskak aangesteld. De "grote baskak" had een residentie in Vladimir. De baskaken controleerden de lokale autoriteiten in de 13e - 14e eeuw en verzamelden in de Russische landen tribuut aan de Gouden Horde. De baskaken hielden ook gegevens bij van de bevolking in de veroverde landen. De baskaken zouden over grote gewapende detachementen kunnen beschikken om de tijdige inning van het tribuut te garanderen.
In 1262 waren er opstanden tegen de betaling van tribuut in Soezdal, Jaroslavl en Rostov. In 1327 vond de Tver-opstand plaats. Vervolgens veranderden de baskaken in ambassadeurs van de Gouden Horde. In Russische documenten uit de 14e eeuw (brieven van de metropolieten van Kiev en heel Rusland) worden de baskaken vermeld samen met andere vertegenwoordigers van het vorstelijk bestuur. Er wordt over hen gesproken als hun eigen, wat het mogelijk maakt om aan te nemen dat de vorsten geleidelijk aan de functies van Mongoolse functionarissen wegnamen en naar de jurisdictie van hun ondergeschikten overbrachten.